# Альпініада

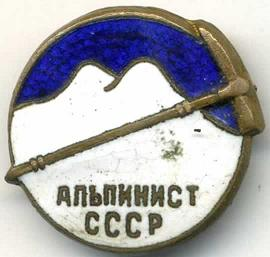
Значок Альпинист СССР

Альпініада — масовий спортивний  альпіністський захід, що має на меті сходження в гірських районах.

## Історія
Альпініади, як форма масового залучення молоді до занять альпінізмом, виникли в СРСР у довоєнні роки. З огляду на важливе прикладне значення заняття альпінізмом, першу навчальну альпініаду  Червоної Армії було проведено в 1933 році в  Приельбруссі, під час якої на вершину Ельбрусу піднялося 58 чоловік. Під час другої альпініади ЦБКА, яка проходила у вигляді військового походу за участю авіації, вершини Ельбрусу досягло вже близько трьохсот чоловік.
У передвоєнні роки становлення альпінізму в країні (до появи стаціонарних  альпіністських таборів) альпініада була вельми успішною формою масового залучення молоді в гори. У 1937 р. проводились 1-а альпініада працівників станкоінструментальної промисловості та альпініади ряду інших організацій. Масові сходження відбувалися не тільки в уже освоєних гірських районах, але також в Саянах і на Камчатці. Така форма роботи сприяла отриманню фінансової підтримки для виїзду в гори великих колективів альпіністів. Особливо широке поширення альпініади отримали в гірських республіках Радянського Союзу: Кабардино-Балкарії, Дагестані, Осетії, Казахстані, Киргизії .
Альпіністські секції у великих містах (Ростов-на-Дону, Краснодар, Прибалтійські республіки) вирішували під час проведення альпініад у весняні місяці питання підготовки початківців альпіністів на значок «Альпініст СРСР» і на 3 -й спортивний розряд, з тим, щоб літні місяці присвятити основним спортивним заходам. Малі секції та альпіністські колективи активно використовували альпініади для економії власних коштів, а потім і путівок в альпіністські табори профспілок.
З часом альпініади стали набувати політизований відтінок — вони проводилися на честь різних державних, знаменних дат, подій та ювілеїв. При цьому один з факторів — отримання позапланового фінансування на альпінізм — залишався незмінним. Наприклад, в ознаменування 90-річчя з дня народження В. І. Леніна (1960) відбулося сходження на Казбек (1200 чол.) і на Ельбрус (1400 чол.); на честь 50-річчя Жовтневої революції (1967) сходження на Казбек (1500 чол.), на Ельбрус (2000 чол.). Понад 300 спортсменів з 9 країн (СРСР, Болгарія, Угорщина, Чехословаччина, Австрія, Італія, НДР, Польща, Югославія) піднялися на пік Леніна — 7134 м над рівнем моря під час міжнародної альпініади на Памірі.

## Види альпініад
Залежно від цілей проведення розрізняють альпініади: масові навчальні, спортивні, ювілейні. Всі альпініади проводяться відповідно до Правил проведення сходжень в горах.

## Приклади сучасних альпініад
Наприклад в Казахстані, головна альпініада носить назву «Нурсултан» і проводиться кожної першої неділі липня на пік Нурсултана — 4376 м н.р.м. Альпініаду приурочено до Дня Народження Президента Республіки. Пік Нурсултана знаходиться в горах Заілійського Ала-Тау в 25 км південніше Алмати. Старі назви піку — Малий Алма-Атинській Пік (в царський час) і Пік Комсомолу (в радянський час). Традиція проводити дану альпініад закладена особистим прикладом Президента Республіки Казахстан Нурсултаном Назарбаєвим, які здійснив сходження в 1995 р. на сусідній пік Абая (4010 м).

## Фототека з альпініади «Нурсултан»

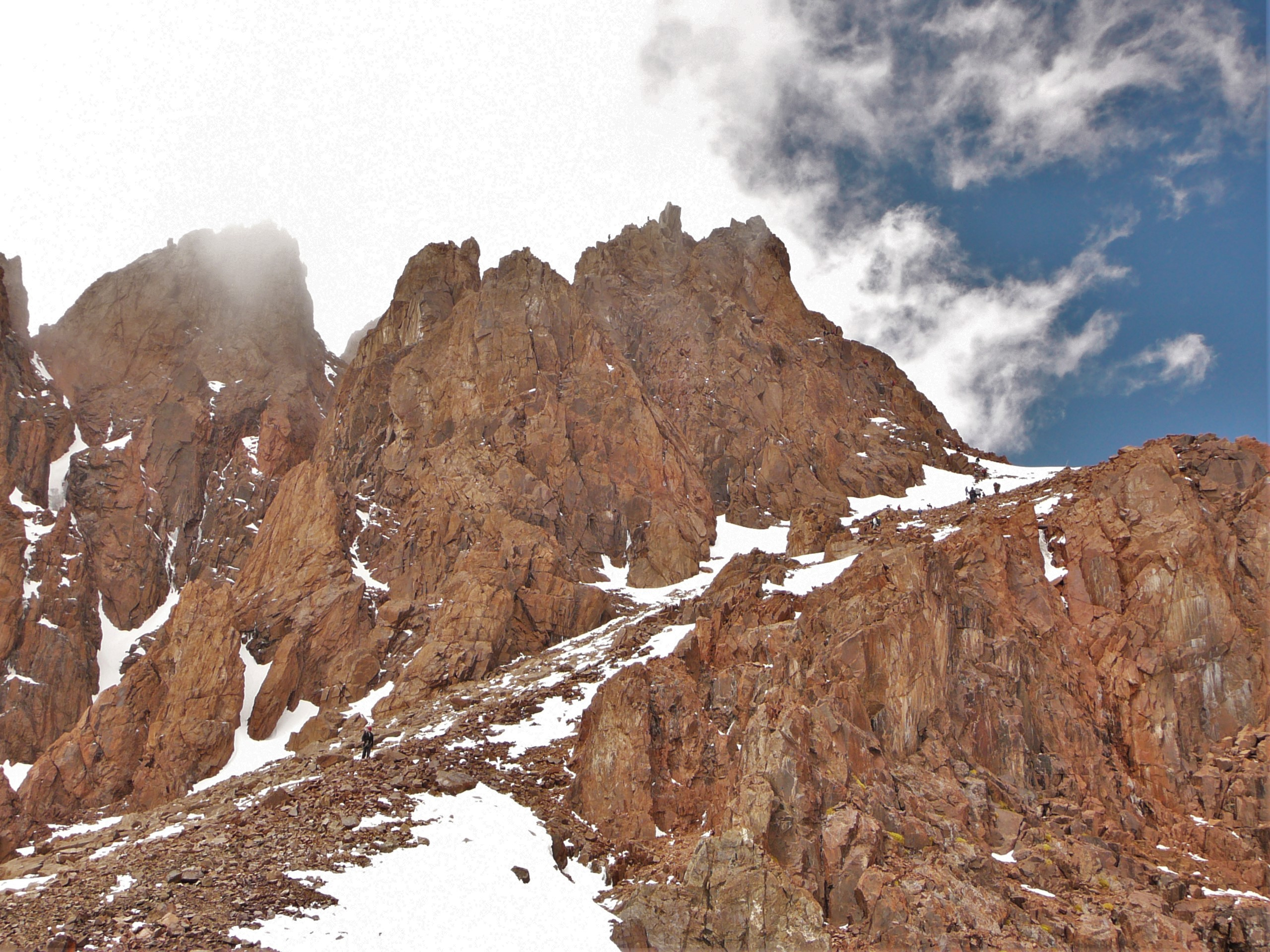
Пік Нурсултан, раніше пік Комсомолу
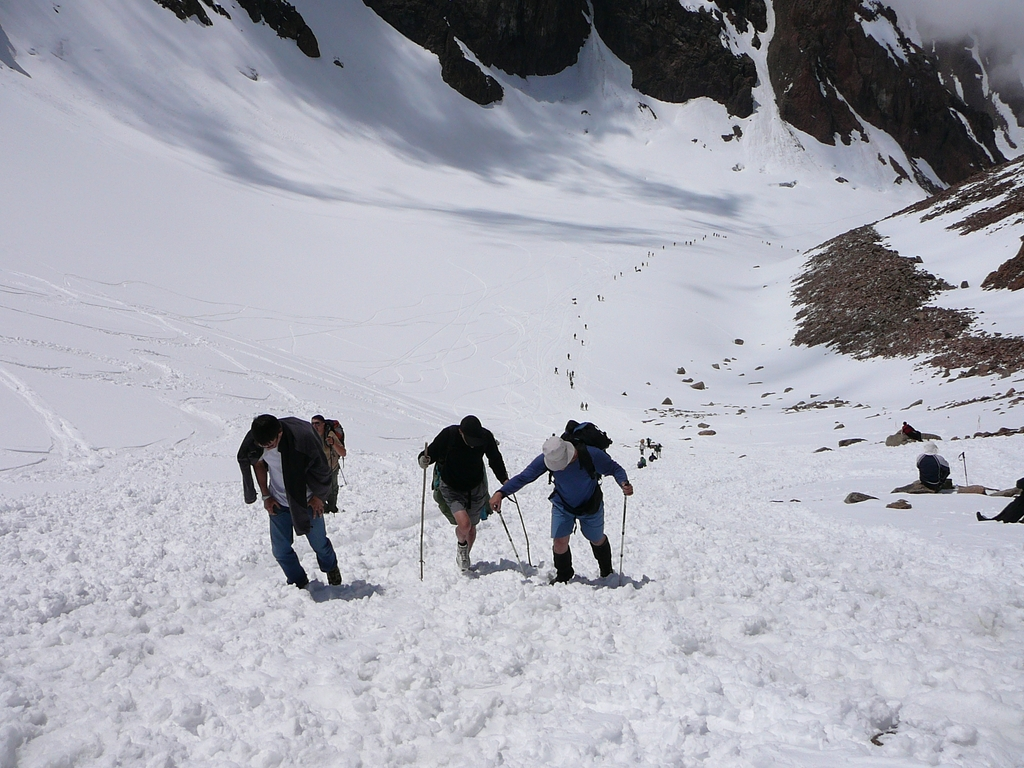
Альпініада Нурсултан-2009
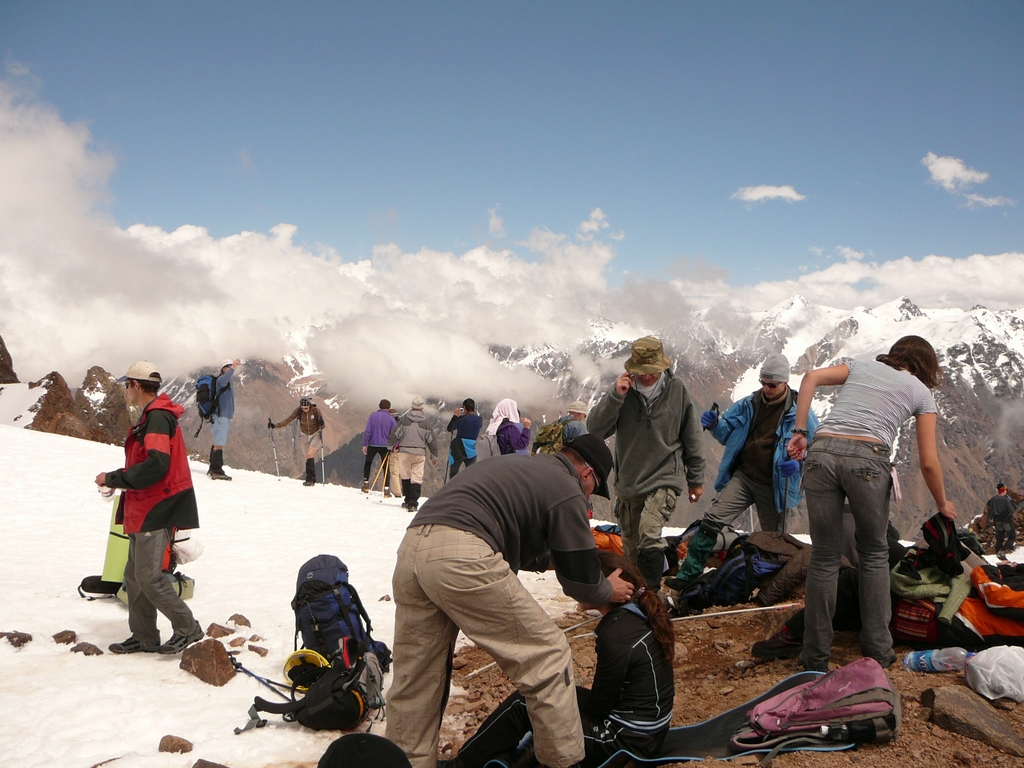
Нурсултан-2009. Перевал Карлитау

## Ресурси Інтернету
- Травнева альпіниада в Чимгані [Архівовано 25 вересня 2014 у Wayback Machine.]
- Казахстанська альпініада «Нурсултан-2009»
- Чорічна альпініада ЕЛЬБРУС — ПІВНІЧ

## Виноски
1. ↑  Альпиниада. Большая советская энциклопедия[недоступне посилання з червня 2019]
2. ↑  Альпинизм от А до Я. Энциклопедия. Архів оригіналу за 9 липня 2014. Процитовано 18 вересня 2014.
3. 1 2  Книга: Рототаев П. С.: К вершинам. Хроника советского альпинизма
4. ↑  Альпинизм. Правила соревнований и проведения восхождений. Архів оригіналу за 22 серпня 2011. Процитовано 18 вересня 2014.
5. ↑  Mount.kz. Архів оригіналу за 5 березня 2014. Процитовано 18 вересня 2014. [Архівовано 2014-03-05 у Wayback Machine.]